# Goneplacoidea
Goneplacoidea is een superfamilie van krabben en omvat de volgende families:

## Families
- Acidopsidae (Števčić, 2005)
- Carinocarcinoididae  † Karasawa & Kato, 2003
- Chasmocarcinidae (Serène, 1964)
- Conleyidae (Števčić, 2005)
- Euryplacidae (Stimpson, 1871)
- Goneplacidae (MacLeay, 1838)
- Litocheiridae (Števčić, 2005)
- Martinocarcinidae  † Schweitzer, Feldmann & Bonadio, 2009
- Mathildellidae (Karasawa & Kato, 2003)
- Progeryonidae (Števčić, 2005)
- Scalopidiidae (Števčić, 2005)
- Sotoplacidae Castro, Guinot & Ng, 2010
- Vultocinidae (Ng & Manuel-Santos, 2007)